# 밀비나 딘
엘리자 글래디스 "밀비나" 딘(영어: Eliza Gladys "Milvina" Dean, 1912년 2월 2일 ~ 2009년 5월 31일)은 영국의 공무원, 지도 제작자, 그리고 1912년 4월 15일 타이타닉호 침몰 사고의 마지막 생존자였다. 그녀는 태어난 지 두 달이 되었을 때, 탑승한 최연소 승객이었다.

## 같이 보기
- 버트럼 딘